# Peleteria incontesta
Peleteria incontesta är en tvåvingeart som beskrevs av Charles Howard Curran 1926. Peleteria incontesta ingår i släktet Peleteria och familjen parasitflugor. Inga underarter finns listade i Catalogue of Life.